# نیکهون
نیکهون باک هروجکول (تایلندی: นิชคุณ หรเวชกุลนิชคุณ หรเวชกุลآرتی‌جی‌اس: Nitchakhun Horawetchakun; متولد June 24 ،1988)، بیشتر به نام نیکون شناخته می شود (شناخته شده به کره‌ای: 닉쿤   )، یک خواننده، ترانه سرا، خواننده رپ، بازیگر و مدل تایلندی آمریکایی است  که در حال حاضر در کره جنوبی به عنوان یکی از اعضای گروه پسرانه توپی‌ام کره جنوبی ساکن است.